# Ljusterö-Kulla församling
Ljusterö-Kulla församling är en församling i Svenska kyrkan i Österåkers pastorat i Roslags kontrakt i Stockholms stift. Den ligger i Österåkers kommun.  	

## Administrativ historik
Församlingen bildades 1998 genom sammanslagning av Ljusterö och Roslags-Kulla församlingar och utgjorde därefter ett eget pastorat.  Från 2018 ingår församlingen i Österåkers pastorat.

## Församlingens kyrkor
- Ljusterö kyrka
- Roslags-Kulla kyrka